# Corinne Medina-Saludo
Corinne Medina-Saludo, née en 1961 à Poitiers, est un artiste peintre français.

## Biographie
Corinne Medina-Saludo est une artiste peintre française. Elle naît le 12 septembre 1961, dans une famille d'enseignants et chercheurs littéraires. Durant l'enfance et l'adolescence, elle se déplace, au gré des nominations de sa famille, dans différentes régions françaises et d'Outre-mer, en Guadeloupe. Elle est également la nièce de l'ethnologue Michel Valière.
Elle obtient une maîtrise d'Arts et Lettres à l'Université de Paris-Sorbonne, auprès de Michel Guiomar, après avoir passé sa licence à Bordeaux III, ainsi qu'une formation professionnelle en Danse contemporaine.
Dès le début des années 2000, Corinne Medina-Saludo s'engage vers un art de l'Humanisme, en tant que peintre représentatif d'un art actuel, figuratif et spontané, l'Art singulier, et constamment à l'écoute de la condition humaine.
Elle utilise, en peinture, des méthodes venues de la danse contemporaine dont elle est issue, (marquée par différentes expériences auprès de chorégraphes tels qu'E. Domanski, D. Bagouet, H.Yano), notamment la perception kinesthésique des corps en tant qu'autre, et de l'environnement, ce qui l'amène à créer en 2000, son propre langage pictural: la Figuration Kinesthésique, proche de l'Art singulier, mais plus spécifiquement axée sur l'expressivité du corps.
Les formes ainsi perçues présentent une expressivité subjective, et composent un langage, le corps-syntaxe, empreint de dismorphismes. Elles s'organisent et s'encastrent sur la toile en composition rythmique, mouvante, et souvent colorée, parfois ou simplement dessinée. D'où une grande connivence également avec la musique en général, notamment la Musique ancienne, et les Musiques du monde.
Ses thèmes récurrents en peinture puisent aussi bien dans l'imaginaire des mythologies personnelles,, que dans l'observation du quotidien des hommes et des femmes.
Corinne Medina-Saludo est élue artiste de la Fondation Taylor, Paris, depuis 2005, et médaillée de la Société académique Arts-Sciences-Lettres de Paris en 2019.
Elle a reçu en 2002, des mains de Dominique Chapelle critique d'Art, (issue de l'École du Louvre), la Toile d'or de la Fédération nationale de la culture française, pour l'ensemble de son œuvre peint, après avoir exposé au Salon des artistes français à Paris.
En 2006, participe à l'opération nationale Nuit européenne des musées, organisée par le ministère de la Culture, en collaboration avec le CNBDI.
En 2016, elle représente la France, au sein d'une délégation d'artistes, pour la 6e Asia Art Expo à Pékin, musée Yan Huang, organisée par le Fonds International d'Art Contemporain AATS.
Elle écrit des textes en rapport avec un art engagé, indissociables de sa démarche d'artiste, comme L'Orage intérieur, recueil écrit sur le mode du slam, et de la quête sociale, Maïa, poèmes élégiaques et telluriques, ou bien encore, un ciné-roman, Gloria des Roses, évoquant la condition féminine à travers les destins croisés de femmes, dans le monde du cinéma.
Actuellement, son art prend un tour plus onirique, construit autour des mythologies personnelles et existentielles, mais toujours à l'écoute de l'humain.

## Principales expositions
- 1997 : Galerie Lubin, Angoulême, France
- 2002 : Salon des artistes français, Paris
- 2002 : Galerie Pontaillac, Royan
- 2003 : Galerie Christine Colas, Paris
- 2003 : Salon des artistes français, Paris
- 2003 : Biennale internationale d'Art contemporain de Florence, Florence, Italie
- 2003 : Le Sentiment du Sacré dans l'Art Contemporain, Galerie La Rotonde-Yvon Birster, Paris
- 2006 : Galerie Böehner, Mannheim, Allemagne
- 2007 : Galerie Monika Beck, Hombourg, Allemagne
- 2007 : Fundación Progreso y Cultura, Madrid, Espagne
- 2007 : Archivo Histórico Provincial de Albacete (es), Albacete, Espagne
- 2008 : Centre d'Art La Chantrerie, Festival Traces contemporaines, Cahors
- 2009 : Museo Comarcal de Hellín, Espagne
- 2010 : Musée de la Halle Saint-Pierre, Les Métamorphosées, Paris
- 2010 : Centres culturels des villes de Rosario et Venado Tuerto, Argentine
- 2011 : Galerie Art'et Miss, Paris
- 2011 : Modern Art Research Institute (en), French Art Meeting, Kiev, Ukraine
- 2012 : Galerie Claire Corcia, Nude Art Today, Paris
- 2012 : Galerie La Rotonde-Yvon Birster, Territoires Rêvés, Paris
- 2012 : Museum of Americas, Hispanic Heritage Month, Miami, États-Unis
- 2013 : Galerie La Rotonde-Yvon BIrster, Le Passage de Témoins,(le sentiment du sacré dans l'art contemporain)
- 2013 : Centre d'Art Casa do Alto, MA-Object International, Maïa, Porto, Portugal
- 2013 : Women International Month, MoA, Miami, États-Unis
- 2013 : Musée de la Halle Saint-Pierre, Les Métamorphosées, Paris
- 2014 :  6e Asia Art Expo, Art-AFCAE avec AATS (Fonds international d'art contemporain), musée Yan Huang, Beijing, Chine
- 2014 : Rétrospective 20 ans d'art en mouvement, Ville de Royan, France
- 2015 : Tribute to Carbonnell, Galerie Heights Arts, Houston, Texas, États-Unis
- 2016 : XXth Anniversary, Galerie Bohner, Mannheim, Allemagne
- 2017 : Art Basel, (Art Spectrum avec Ralwins Gallery), Miami, États-Unis
- 2018 :   Art-Résilience  , prix du jury, Musée de Peinture, Saint-Frajou, France
- 2020 : La Rotonde Hotel de Ville Galerie, invitée par la Ville de Lanester, France
- 2024 : Art Résilience, prix du public, Musée de Saint-Frajou, France